# Silent Seven
Silent Seven ist eine Rockband aus Breidenstein im Hessischen Hinterland. Seit 2006 spielen die fünf Musiker Konzerte in der gesamten Bundesrepublik. Zu ihren Erfolgen zählt unter anderen der mehrfache Gewinn des Deutschen Rock-&-Pop-Preises in unterschiedlichen Kategorien.

## Fakten
Silent Seven spielten seit ihrer Gründung knapp 200 Gigs deutschlandweit, 2010 folgte die Veröffentlichung der ersten professionellen EP und ein Auftritt mit der Schwester der ehemaligen Sängerin Yana Gercke, der Siegerin der ersten Staffel von Germany’s Next Topmodel 2006 Lena Gercke. Sie waren Viertelfinalist beim Wettbewerb „Hessen rockt“ der Frankfurter Rundschau. Neben zahlreichen Radio- und TV-Interviews und zwei Benefizkonzerten war die Band 2011/2012 in mehreren Großstädten wie Berlin, Kassel, Mannheim, Bielefeld und Hannover zu sehen und gründete ein eigenes Independent-Label „Silent Seven Records“, welches heute unter dem Namen „Triumphton Records“ geführt wird.

## Auszeichnungen
- Deutscher Rock & Pop-Preis
  - 2010: 1. Platz: Beste Coverband und 1. Platz: Beste Rocksängerin
  - 2011: 1. Platz: Beste Coverband und 2. Platz: Bester Schlagzeuger

## Veröffentlichungen
| Jahr | Titel                             | Vertrieb           |
| ---- | --------------------------------- | ------------------ |
| 2010 | EP „Silent Seven“                 | physisch           |
| 2011 | CD „Benefiz Unplugged LIVE“       | physisch           |
| 2012 | Single „Talking about revolution“ | digital            |
| 2012 | EP „Silent Seven“                 | digital            |
| 2012 | Single „Roxanne“                  | digital            |
| 2013 | CD „Benefiz Unplugged 2013“       | physisch & digital |
| 2015 | Single „Titanium“                 | digital            |

## Soziales Engagement
Bereits zweimal veranstalteten Silent Seven Benefizkonzerte in der Stadtkirche Biedenkopf, deren kompletter Erlös an das Projekt „Fans helfen“ der Band Silbermond und damit unter anderem an die Erdbebenopfer in Haiti ging. Im Jahr 2010 kamen dem Projekt durch das Konzert 3700 € zugute, 2011 waren es 4500 €. Neben diesem überregionalen Engagement setzte sich die Band im April 2012 für die an Krebs erkrankten Kinder in Mittelhessen ein: Sie versteigerte ein großes signiertes Poster, dessen Erlös an die Kinderkrebsstation des Universitätsklinikums Gießen und Marburg ging. Ein Teil des Erlöses der Single-Auskopplung „Roxanne“ ging, passend zum Thema des Songs, an ECPAT Deutschland. Ihr Benefiz Unplugged-Konzert im November 2013 veranstaltete die Band für die Stiftung „Saving an Angel“ von Rea Garvey und spendete 4500 €. Im Januar 2016 gaben die fünf Musiker von Silent Seven ebenfalls ein Benefizkonzert in Bad Berleburg, welches als Begegnungskonzert zwischen Einheimischen und Flüchtlingen ein Zeichen gegen rechte Gewalt setzen sollte. Ebenfalls im Jahr 2016 spielte die Band drei Benefiz-Akustikkonzerte in den sozialen Einrichtungen Kinderzuhause Burbach, Kerstin-Heim Marburg und der Leppermühle Gießen-Buseck.